# Ligue 1 de 2015–16
A Ligue 1 de 2015–16 foi a 78ª edição do Campeonato Francês de Futebol. A edição da temporada 2015-16 começou no dia 7 de agosto de 2015. Assim como nas últimas edições, a Ligue 1 de 2015–16 contará com 20 times. O Paris Saint-Germain sagrou-se campeão com 8 rodadas de antecedência.

## Promovidos e Rebaixados
| Pos. | Rebaixados da Ligue 1 |
| ---- | --------------------- |
| 18º  | Thonon Évian          |
| 19º  | Metz                  |
| 20º  | Lens                  |

| Pos. | Promovidos da Ligue 2 |
| ---- | --------------------- |
| 1º   | Troyes                |
| 2º   | Gazélec Ajaccio       |
| 3°   | Angers                |

## Regulamento
A Ligue 1 é disputada por 20 clubes em 2 turnos. Em cada turno, todos os times jogam entre si uma única vez. Os jogos do segundo turno serão realizados na mesma ordem do primeiro, apenas com o mando de campo invertido. Não há campeões por turnos, sendo declarado campeão o time que obtiver o maior número de pontos após as 38 rodadas e rebaixados os três com menor número de pontos. O campeonato produz três vagas à Liga dos Campeões da UEFA e uma à Liga Europa da UEFA.

### Critérios de desempate
Caso haja empate de pontos entre dois clubes, os critérios de desempate serão aplicados na seguinte ordem:
1. Saldo de gols
2. Gols marcados
3. Confronto direto

## Participantes

### Número de equipes por região
| Posição | Região                    | Nº de equipes | Equipes                       |
| ------- | ------------------------- | ------------- | ----------------------------- |
| 1       | Bretanha                  | 3             | Guingamp, Lorient e Rennes    |
| 2       | Ródano-Alpes              | 2             | Lyon e Saint-Étienne          |
| 2       | Provença-Alpes-Costa Azul | 2             | Olympique de Marseille e Nice |
| 2       | Grand Est                 | 2             | Reims e Nancy                 |
| 2       | País do Loire             | 2             | Angers e Nantes               |
| 2       | Occitânia                 | 2             | Montpellier e Toulouse        |
| 2       | Córsega                   | 2             | Bastia e Gazélec Ajaccio      |
| 8       | Nova-Aquitânia            | 1             | Bordeaux                      |
| 8       | Altos da França           | 1             | Lille                         |
| 8       | Ilha de França            | 1             | Paris Saint-Germain           |
| 8       | Mónaco                    | 1             | Monaco                        |
| 8       | Normandia                 | 1             | Caen                          |

### Informação dos clubes
| Equipe                 | Cidade        | Em 2014–15   | Treinador           | Estádio (mando)               | Capacidade | Material Esportivo |
| ---------------------- | ------------- | ------------ | ------------------- | ----------------------------- | ---------- | ------------------ |
| Angers                 | Angers        | 3º (Ligue 2) | Stéphane Moulin     | Stade Raymond Kopa            | 18.000     | Kappa              |
| Gazélec Ajaccio        | Ajaccio       | 2º (Ligue 2) | Thierry Laurey      | Stade François Coty           | 10.446     | Macron             |
| Bastia                 | Bastia        | 12º          | François Ciccolini  | Stade Armand Cesari           | 16.000     | Kappa              |
| Bordeaux               | Bordéus       | 6º           | Ulrich Ramé         | Matmut Atlantique             | 42.115     | Puma               |
| Caen                   | Caen          | 13º          | Patrice Garande     | Stade Michel d'Ornano         | 21.500     | Nike               |
| Guingamp               | Guingamp      | 10º          | Jocelyn Gourvennec  | Stade du Roudourou            | 18.250     | Patrick            |
| Lille                  | Lille         | 8º           | Frédéric Antonetti  | Stade Pierre-Mauroy           | 50.186     | Nike               |
| Lorient                | Lorient       | 16º          | Sylvain Ripoll      | Stade du Moustoir             | 18.500     | Adidas             |
| Lyon                   | Lyon          | 2º           | Bruno Génésio       | Stade de Gerland              | 43.051     | Adidas             |
| Monaco                 | Monaco        | 3º           | Leonardo Jardim     | Stade Louis II                | 18.523     | Nike               |
| Montpellier            | Montpellier   | 7º           | Frédéric Hantz      | Stade de la Mosson            | 32.900     | Nike               |
| Nantes                 | Nantes        | 14º          | Michel Der Zakarian | Stade de la Beaujoire         | 38.285     | Umbro              |
| Nice                   | Nice          | 11º          | Claude Puel         | Allianz Riviera               | 35.624     | BURRDA             |
| Olympique de Marseille | Marselha      | 4º           | Franck Passi        | Stade Velódrome               | 67.394     | Adidas             |
| Paris Saint-Germain    | Paris         | 1º           | Laurent Blanc       | Parc des Princes              | 48.712     | Nike               |
| Reims                  | Reims         | 15º          | David Guion         | Stade Auguste-Delaune         | 21.684     | Hummel             |
| Rennes                 | Rennes        | 9º           | Rolland Courbis     | Roazhon Park                  | 29.778     | Puma               |
| Saint-Étienne          | Saint-Étienne | 5º           | Christophe Galtier  | Stade Geoffroy-Guichard       | 35.616     | Le Coq Sportif     |
| Toulouse               | Toulouse      | 17º          | Pascal Dupraz       | Stadium Municipal de Toulouse | 35.575     | Joma               |
| Troyes                 | Troyes        | 1º (Ligue 2) | Mohamed Bradja      | Stade de l'Aube               | 20.400     | Kappa              |

## Classificação
Atualizado em 21 de maio de 2016
| Pos | Equipes                | Pts | J  | V  | E  | D  | GM  | GS | SG  | %    | Classificação ou rebaixamento                                     |
| --- | ---------------------- | --- | -- | -- | -- | -- | --- | -- | --- | ---- | ----------------------------------------------------------------- |
| 1   | Paris Saint-Germain    | 96  | 38 | 30 | 6  | 2  | 102 | 19 | +83 | 84.2 | Fase de grupos da Liga dos Campeões da UEFA de 2016-17            |
| 2   | Lyon                   | 65  | 38 | 19 | 8  | 11 | 67  | 43 | +24 | 57.0 | Fase de grupos da Liga dos Campeões da UEFA de 2016-17            |
| 3   | Monaco                 | 65  | 38 | 17 | 14 | 7  | 57  | 50 | +7  | 57.0 | Terceira pré-eliminatória da Liga dos Campeões da UEFA de 2016–17 |
| 4   | Nice                   | 63  | 38 | 18 | 9  | 11 | 58  | 41 | +17 | 55.3 | Fase de grupos da Liga Europa da UEFA de 2016–17                  |
| 5   | Lille                  | 60  | 38 | 15 | 15 | 8  | 39  | 27 | +12 | 52.6 | Terceira pré-eliminatória da Liga Europa da UEFA de 2016–17       |
| 6   | Saint-Étienne          | 58  | 38 | 17 | 7  | 14 | 42  | 37 | +5  | 50.9 | Terceira pré-eliminatória da Liga Europa da UEFA de 2016–17       |
| 7   | Caen                   | 54  | 38 | 16 | 6  | 16 | 39  | 52 | –13 | 47.4 |                                                                   |
| 8   | Rennes                 | 52  | 38 | 13 | 13 | 12 | 52  | 54 | –2  | 45.6 |                                                                   |
| 9   | Angers                 | 50  | 38 | 13 | 11 | 14 | 40  | 38 | +2  | 43.9 |                                                                   |
| 10  | Bastia                 | 50  | 38 | 14 | 8  | 16 | 36  | 42 | –6  | 43.9 |                                                                   |
| 11  | Bordeaux               | 50  | 38 | 12 | 14 | 12 | 50  | 57 | –7  | 43.9 |                                                                   |
| 12  | Montpellier            | 49  | 38 | 14 | 7  | 17 | 49  | 47 | +2  | 43.0 |                                                                   |
| 13  | Olympique de Marseille | 48  | 38 | 10 | 18 | 10 | 48  | 42 | +6  | 42.1 |                                                                   |
| 14  | Nantes                 | 48  | 38 | 12 | 12 | 14 | 33  | 44 | –11 | 42.1 |                                                                   |
| 15  | Lorient                | 46  | 38 | 11 | 13 | 14 | 47  | 58 | –11 | 40.4 |                                                                   |
| 16  | Guingamp               | 44  | 38 | 11 | 11 | 16 | 47  | 56 | –9  | 38.6 |                                                                   |
| 17  | Toulouse               | 40  | 38 | 9  | 13 | 16 | 45  | 55 | –10 | 35.1 |                                                                   |
| 18  | Reims                  | 39  | 38 | 10 | 9  | 19 | 44  | 57 | –13 | 34.2 | Zona de rebaixamento à Ligue 2                                    |
| 19  | Gazélec Ajaccio        | 37  | 38 | 8  | 13 | 17 | 37  | 58 | –21 | 32.5 | Zona de rebaixamento à Ligue 2                                    |
| 20  | Troyes                 | 18  | 38 | 3  | 9  | 26 | 28  | 83 | –55 | 15.8 | Zona de rebaixamento à Ligue 2                                    |

## Confrontos
|                     | ANG | BAS | BOR | CAE | GAZ | GUI | LIL | LOR | LYO | OM  | ASM | MHS | NAN | NIC | PSG | REI | REN | STE | TFC | TRO |
| ------------------- | --- | --- | --- | --- | --- | --- | --- | --- | --- | --- | --- | --- | --- | --- | --- | --- | --- | --- | --- | --- |
| Angers              | —   | 1–0 | 1–1 | 2–0 | 0–0 | 0–0 | 2–0 | 5–1 | 0–3 | 0–1 | 3–0 | 2–3 | 0–0 | 1–1 | 0–0 | 0–0 | 0–2 | 0–0 | 2–3 | 1–0 |
| Bastia              | 1–0 | —   | 1–0 | 1–0 | 1–2 | 3–0 | 1–2 | 0–0 | 1–0 | 2–1 | 1–2 | 1–0 | 0–0 | 1–3 | 0–2 | 2–0 | 2–1 | 0–1 | 3–0 | 2–0 |
| Bordeaux            | 1–3 | 1–1 | —   | 1–4 | 1–1 | 1–0 | 1–0 | 3–0 | 3–1 | 1–1 | 3–1 | 0–0 | 2–0 | 0–0 | 1–1 | 1–2 | 4–0 | 1–4 | 1–1 | 1–0 |
| Caen                | 0–0 | 0–0 | 1–0 | —   | 2–0 | 2–1 | 1–2 | 1–2 | 0–4 | 1–3 | 2–2 | 2–1 | 0–2 | 2–0 | 0–3 | 0–2 | 1–0 | 1–0 | 1–0 | 2–1 |
| Gazélec Ajaccio     | 0–2 | 3–2 | 2–0 | 1–0 | —   | 0–0 | 2–4 | 1–1 | 2–1 | 1–1 | 0–1 | 0–4 | 1–1 | 3–1 | 0–4 | 2–2 | 1–1 | 0–2 | 1–1 | 2–3 |
| Guingamp            | 2–2 | 1–0 | 2–4 | 1–1 | 2–1 | —   | 1–1 | 2–2 | 0–1 | 2–0 | 3–3 | 2–2 | 2–2 | 2–3 | 0–2 | 1–2 | 0–2 | 2–0 | 2–0 | 4–0 |
| Lille               | 0–0 | 1–1 | 0–0 | 1–0 | 1–0 | 0–0 | —   | 3–0 | 1–0 | 1–2 | 4–1 | 2–0 | 0–1 | 1–1 | 0–1 | 2–0 | 1–1 | 1–0 | 1–0 | 1–3 |
| Lorient             | 3–1 | 1–1 | 3–2 | 2–0 | 1–0 | 4–3 | 0–1 | —   | 1–3 | 1–1 | 0–2 | 1–1 | 0–0 | 0–0 | 1–2 | 2–0 | 1–1 | 0–1 | 1–1 | 4–1 |
| Lyon                | 0–2 | 2–0 | 3–0 | 4–1 | 2–1 | 5–1 | 0–0 | 0–0 | —   | 1–1 | 6–1 | 2–4 | 2–0 | 1–1 | 2–1 | 1–0 | 1–2 | 3–0 | 3–0 | 4–1 |
| Olymp. Marseille    | 1–2 | 4–1 | 0–0 | 0–1 | 1–1 | 0–0 | 1–1 | 1–1 | 1–1 | —   | 3–3 | 2–2 | 1–1 | 0–1 | 1–2 | 1–0 | 2–5 | 1–1 | 1–1 | 6–0 |
| Monaco              | 1–0 | 2–0 | 1–2 | 1–1 | 2–2 | 3–2 | 0–0 | 2–3 | 1–1 | 2–1 | —   | 2–0 | 1–0 | 1–0 | 0–3 | 2–2 | 1–1 | 1–0 | 4–0 | 3–1 |
| Montpellier         | 0–2 | 2–0 | 0–1 | 1–2 | 0–2 | 2–1 | 3–0 | 2–1 | 0–2 | 0–1 | 2–3 | —   | 2–1 | 0–2 | 0–1 | 3–1 | 2–0 | 1–2 | 2–0 | 4–1 |
| Nantes              | 2–0 | 0–0 | 2–2 | 1–2 | 3–1 | 1–0 | 0–3 | 2–1 | 0–0 | 0–1 | 0–0 | 0–2 | —   | 1–0 | 1–4 | 1–0 | 0–2 | 2–1 | 1–1 | 3–0 |
| Nice                | 2–1 | 0–2 | 6–1 | 2–1 | 3–0 | 0–1 | 0–0 | 2–1 | 3–0 | 1–1 | 1–2 | 1–0 | 1–2 | —   | 0–3 | 2–0 | 3–0 | 2–0 | 1–0 | 2–1 |
| Paris Saint-Germain | 5–1 | 2–0 | 2–2 | 6–0 | 2–0 | 3–0 | 0–0 | 3–1 | 5–1 | 2–1 | 0–2 | 0–0 | 4–0 | 4–1 | —   | 4–1 | 4–0 | 4–1 | 5–0 | 4–1 |
| Reims               | 2–1 | 0–1 | 4–1 | 0–1 | 1–2 | 0–1 | 1–0 | 4–1 | 4–1 | 1–0 | 0–1 | 2–3 | 2–1 | 1–1 | 1–1 | —   | 2–2 | 1–1 | 1–3 | 1–1 |
| Rennes              | 1–0 | 1–2 | 2–2 | 1–1 | 1–0 | 0–3 | 1–1 | 2–2 | 2–2 | 0–1 | 1–1 | 1–0 | 4–1 | 1–4 | 0–1 | 3–1 | —   | 0–1 | 3–1 | 1–1 |
| Saint-Étienne       | 1–0 | 2–1 | 1–1 | 1–2 | 2–0 | 3–0 | 0–1 | 2–0 | 1–0 | 0–2 | 1–1 | 3–0 | 2–0 | 1–4 | 0–2 | 3–0 | 1–1 | —   | 0–0 | 1–0 |
| Toulouse            | 1–2 | 4–0 | 4–0 | 2–0 | 1–1 | 1–2 | 1–1 | 2–3 | 2–3 | 1–1 | 1–1 | 1–1 | 0–0 | 2–0 | 0–1 | 2–2 | 1–2 | 2–1 | —   | 1–0 |
| Troyes              | 0–1 | 1–1 | 2–4 | 1–3 | 0–0 | 0–1 | 1–1 | 0–1 | 0–1 | 1–1 | 0–0 | 0–0 | 0–1 | 3–3 | 0–9 | 2–1 | 2–4 | 0–1 | 0–3 | —   |

| Vitória do mandante; Vitória do visitante; Empate. | Em negrito os jogos "clássicos". |

## Desempenho
Clubes que lideraram o campeonato ao final de cada rodada:
| Rodadas | Rodadas | Rodadas | Rodadas | Rodadas | Rodadas | Rodadas | Rodadas | Rodadas | Rodadas | Rodadas | Rodadas | Rodadas | Rodadas | Rodadas | Rodadas | Rodadas | Rodadas | Rodadas | Rodadas | Rodadas | Rodadas | Rodadas | Rodadas | Rodadas | Rodadas | Rodadas | Rodadas | Rodadas | Rodadas | Rodadas | Rodadas | Rodadas | Rodadas | Rodadas | Rodadas | Rodadas | Rodadas |
| ------- | ------- | ------- | ------- | ------- | ------- | ------- | ------- | ------- | ------- | ------- | ------- | ------- | ------- | ------- | ------- | ------- | ------- | ------- | ------- | ------- | ------- | ------- | ------- | ------- | ------- | ------- | ------- | ------- | ------- | ------- | ------- | ------- | ------- | ------- | ------- | ------- | ------- |
| 1       | 2       | 3       | 4       | 5       | 6       | 7       | 8       | 9       | 10      | 11      | 12      | 13      | 14      | 15      | 16      | 17      | 18      | 19      | 20      | 21      | 22      | 23      | 24      | 25      | 26      | 27      | 28      | 29      | 30      | 31      | 32      | 33      | 34      | 35      | 36      | 37      | 38      |
| ANG     | PSG     | PSG     | PSG     | PSG     | PSG     | PSG     | PSG     | PSG     | PSG     | PSG     | PSG     | PSG     | PSG     | PSG     | PSG     | PSG     | PSG     | PSG     | PSG     | PSG     | PSG     | PSG     | PSG     | PSG     | PSG     | PSG     | PSG     | PSG     | PSG     | PSG     | PSG     | PSG     | PSG     | PSG     | PSG     | PSG     | PSG     |

Clubes que ficaram na última posição do campeonato ao final de cada rodada:
| Rodadas | Rodadas | Rodadas | Rodadas | Rodadas | Rodadas | Rodadas | Rodadas | Rodadas | Rodadas | Rodadas | Rodadas | Rodadas | Rodadas | Rodadas | Rodadas | Rodadas | Rodadas | Rodadas | Rodadas | Rodadas | Rodadas | Rodadas | Rodadas | Rodadas | Rodadas | Rodadas | Rodadas | Rodadas | Rodadas | Rodadas | Rodadas | Rodadas | Rodadas | Rodadas | Rodadas | Rodadas | Rodadas |
| ------- | ------- | ------- | ------- | ------- | ------- | ------- | ------- | ------- | ------- | ------- | ------- | ------- | ------- | ------- | ------- | ------- | ------- | ------- | ------- | ------- | ------- | ------- | ------- | ------- | ------- | ------- | ------- | ------- | ------- | ------- | ------- | ------- | ------- | ------- | ------- | ------- | ------- |
| 1       | 2       | 3       | 4       | 5       | 6       | 7       | 8       | 9       | 10      | 11      | 12      | 13      | 14      | 15      | 16      | 17      | 18      | 19      | 20      | 21      | 22      | 23      | 24      | 25      | 26      | 27      | 28      | 29      | 30      | 31      | 32      | 33      | 34      | 35      | 36      | 37      | 38      |
| MHS     | MHS     | GUI     | GAZ     | GAZ     | GAZ     | MHS     | GAZ     | GAZ     | GAZ     | TRO     | TRO     | TRO     | TRO     | TRO     | TRO     | TRO     | TRO     | TRO     | TRO     | TRO     | TRO     | TRO     | TRO     | TRO     | TRO     | TRO     | TRO     | TRO     | TRO     | TRO     | TRO     | TRO     | TRO     | TRO     | TRO     | TRO     | TRO     |

## Estatísticas
| Pos. | Jogador             | Equipe                 | Gols |
| ---- | ------------------- | ---------------------- | ---- |
| 1    | Zlatan Ibrahimovic  | Paris Saint-Germain    | 38   |
| 2    | Alexandre Lacazette | Lyon                   | 21   |
| 3    | Edison Cavani       | Paris Saint-Germain    | 19   |
| 4    | Michy Batshuayi     | Olympique de Marseille | 17   |
| 4    | Wissam Ben Yedder   | Toulouse               | 17   |
| 4    | Hatem Ben Arfa      | Nice                   | 17   |
| 7    | Valère Germain      | Nice                   | 14   |
| 8    | Benjamin Moukandjo  | Lorient                | 13   |
| 9    | Ousmane Dembélé     | Rennes                 | 12   |
| 9    | Andy Delort         | Caen                   | 12   |
| 11   | Sofiane Boufal      | Lille                  | 11   |
| 11   | Majeed Waris        | Lorient                | 11   |
| 11   | Martin Braithwaite  | Toulouse               | 11   |
| 14   | Ángel di María      | Paris Saint-Germain    | 10   |
| 14   | Ronny Rodelin       | Lorient                | 10   |
| 14   | Cheick Diabaté      | Bordeaux               | 10   |
| 17   | Kamil Grosicki      | Rennes                 | 9    |
| 17   | Nolan Roux          | Saint-Étienne          | 9    |
| 17   | Lucas Moura         | Paris Saint-Germain    | 9    |
| 17   | Cheikh N'Doye       | Angers                 | 9    |

| Pos. | Jogador               | Equipe                 | Assis. |
| ---- | --------------------- | ---------------------- | ------ |
| 1    | Ángel di María        | Paris Saint-Germain    | 18     |
| 2    | Zlatan Ibrahimovic    | Paris Saint-Germain    | 13     |
| 3    | Ryad Boudebouz        | Montpellier            | 12     |
| 4    | Nicolas de Préville   | Reims                  | 9      |
| 5    | Nabil Dirar           | Monaco                 | 8      |
| 5    | Billy Ketkeophomphone | Angers                 | 8      |
| 7    | Jimmy Briand          | Guingamp               | 7      |
| 7    | Rachid Ghezzal        | Lyon                   | 7      |
| 7    | Wahbi Khazri          | Bordeaux               | 7      |
| 10   | Giovanni Sio          | Rennes                 | 6      |
| 10   | Michy Batshuayi       | Olympique de Marseille | 6      |
| 10   | Valère Germain        | Nice                   | 6      |
| 10   | Blaise Matuidi        | Paris Saint-Germain    | 6      |
| 10   | Souleymane Camara     | Montpellier            | 6      |
| 10   | Yannis Salibur        | Guingamp               | 6      |
| 10   | Hatem Ben Arfa        | Nice                   | 6      |
| 10   | Javier Pastore        | Paris Saint-Germain    | 6      |
| 10   | Corentin Tolisso      | Lyon                   | 6      |
| 10   | Abdelaziz Barrada     | Olympique de Marseille | 6      |
| 10   | Julien Féret          | Caen                   | 6      |

### Hat-tricks
| Jogador             | Para                | Contra          | Resultado | Data                  | Ref.   |
| ------------------- | ------------------- | --------------- | --------- | --------------------- | ------ |
| Nabil Fekir         | Lyon                | Caen            | 4–0       | 29 de agosto de 2015  | [ 6 ]  |
| Alexandre Lacazette | Lyon                | Saint-Étienne   | 3–0       | 8 de novembro de 2015 | [ 7 ]  |
| Wissam Ben Yedder   | Toulouse            | Reims           | 3–1       | 9 de janeiro de 2016  | [ 8 ]  |
| Ousmane Dembélé     | Rennes              | Nantes          | 4–1       | 6 de março de 2016    | [ 9 ]  |
| Zlatan Ibrahimovic4 | Paris Saint-Germain | Troyes          | 9–0       | 13 de março de 2016   | [ 10 ] |
| Zlatan Ibrahimovic  | Paris Saint-Germain | Nice            | 4–1       | 2 de abril de 2016    | [ 11 ] |
| Hatem Ben Arfa      | Nice                | Rennes          | 3–0       | 10 de abril de 2016   | [ 12 ] |
| Sofiane Boufal      | Lille               | Gazélec Ajaccio | 4–2       | 16 de abril de 2016   | [ 13 ] |
| Edinson Cavani      | Paris Saint-Germain | Gazélec Ajaccio | 4–0       | 7 de maio de 2016     | [ 14 ] |
| Alexandre Lacazette | Lyon                | Monaco          | 6–1       | 7 de maio de 2016     | [ 15 ] |

4 Jogador marcou quatro gols

## Prêmios
|                      | Jogador            | Equipe                   |
| -------------------- | ------------------ | ------------------------ |
| Melhor jogador       | Zlatan Ibrahimović | Paris Saint-Germain      |
| Melhor goleiro       | Steve Mandanda     | Olympique de Marseille   |
| Melhor jogador jovem | Ousmane Dembélé    | Rennes                   |
| Melhor treinador     | Laurent Blanc      | Paris Saint-Germain      |
| Melhor gol           | Pierrick Capelle   | Angers contra o Guingamp |
| Melhor árbitro       | Ruddy Buquet       | Ruddy Buquet             |

### Jogador do mês UNFP
| Mês       | Jogador            | Equipe                 |
| --------- | ------------------ | ---------------------- |
| Setembro  | Lassana Diarra     | Olympique de Marseille |
| Outubro   | Michy Batshuayi    | Olympique de Marseille |
| Novembro  | Zlatan Ibrahimović | Paris Saint-Germain    |
| Dezembro  | Ángel Di María     | Paris Saint-Germain    |
| Janeiro   | Hatem Ben Arfa     | Nice                   |
| Fevereiro | Guillaume Gillet   | Nantes                 |
| Março     | Ousmane Dembélé    | Rennes                 |
| Abril     | Sofiane Boufal     | Lille                  |

### Seleção do Campeonato
| Pos. | Jogador            | Clube                  |
| ---- | ------------------ | ---------------------- |
| G    | Steve Mandanda     | Olympique de Marseille |
| LD   | Serge Aurier       | Paris Saint-Germain    |
| Z    | Thiago Silva       | Paris Saint-Germain    |
| Z    | David Luiz         | Paris Saint-Germain    |
| LE   | Maxwell            | Paris Saint-Germain    |
| M    | Lassana Diarra     | Olympique de Marseille |
| M    | Marco Verratti     | Paris Saint-Germain    |
| M    | Blaise Matuidi     | Paris Saint-Germain    |
| A    | Hatem Ben Arfa     | Nice                   |
| A    | Zlatan Ibrahimović | Paris Saint-Germain    |
| A    | Ángel Di María     | Paris Saint-Germain    |

## Maiores públicos
Estes são os dez maiores públicos do Campeonato:
| Nº | Público | Mandante               | Placar | Visitante              | Estádio                 | Data                    | Rodada | Ref.   |
| -- | ------- | ---------------------- | ------ | ---------------------- | ----------------------- | ----------------------- | ------ | ------ |
| 1  | 63 235  | Olympique de Marseille | 1–2    | Paris Saint-Germain    | Stade Vélodrome         | 7 de fevereiro de 2016  | 25ª    | [ 17 ] |
| 2  | 56 696  | Lyon                   | 6–1    | Monaco                 | Parc Olympique Lyonnais | 7 de maio de 2016       | 37ª    | [ 15 ] |
| 3  | 56 662  | Lyon                   | 2–1    | Paris Saint-Germain    | Parc Olympique Lyonnais | 28 de fevereiro de 2016 | 28ª    | [ 18 ] |
| 4  | 56 194  | Olympique de Marseille | 1–1    | Lyon                   | Stade Vélodrome         | 20 de setembro de 2015  | 6ª     | [ 19 ] |
| 5  | 56 158  | Olympique de Marseille | 0–1    | Caen                   | Stade Vélodrome         | 8 de agosto de 2015     | 1ª     | [ 20 ] |
| 6  | 56 105  | Lyon                   | 1–1    | Olympique de Marseille | Parc Olympique Lyonnais | 24 de janeiro de 2016   | 22ª    | [ 21 ] |
| 7  | 55 744  | Lyon                   | 1–1    | Nice                   | Parc Olympique Lyonnais | 15 de abril de 2016     | 34ª    | [ 22 ] |
| 8  | 55 168  | Lyon                   | 4–1    | Troyes                 | Parc Olympique Lyonnais | 9 de janeiro de 2016    | 20ª    | [ 23 ] |
| 9  | 54 056  | Olympique de Marseille | 6–0    | Troyes                 | Stade Vélodrome         | 23 de agosto de 2015    | 3ª     | [ 24 ] |
| 10 | 50 570  | Olympique de Marseille | 1–1    | Saint-Étienne          | Stade Vélodrome         | 21 de fevereiro de 2016 | 27ª    | [ 25 ] |

## Médias de público
Estas são as médias de público dos clubes no Campeonato. Considera-se apenas os jogos da equipe como mandante:
| Pos. | Time                   | Média  | Total   | Mandos | Maior  | Menor  |
| ---- | ---------------------- | ------ | ------- | ------ | ------ | ------ |
| 1    | Paris Saint-Germain    | 46 160 | 877 038 | 19     | 47 844 | 44 807 |
| 2    | Olympique de Marseille | 42 015 | 798 276 | 19     | 63 235 | 19 898 |
| 3    | Lyon                   | 40 250 | 764 751 | 19     | 56 696 | 25 658 |
| 4    | Saint-Étienne          | 30 328 | 576 234 | 19     | 39 550 | 24 556 |
| 5    | Lille                  | 30 268 | 575 097 | 19     | 39 601 | 26 431 |
| 6    | Nantes                 | 25 226 | 479 297 | 19     | 32 611 | 18 851 |
| 7    | Bordeaux               | 25 088 | 476 665 | 19     | 39 672 | 17 603 |
| 8    | Rennes                 | 23 180 | 440 424 | 19     | 29 068 | 18 022 |
| 9    | Nice                   | 19 192 | 364 650 | 19     | 35 596 | 12 828 |
| 10   | Caen                   | 17 661 | 335 555 | 19     | 20 679 | 15 069 |
| 11   | Toulouse               | 16 303 | 309 754 | 19     | 30 163 | 8 883  |
| 12   | Guingamp               | 14 804 | 281 281 | 19     | 18 363 | 12 737 |
| 13   | Angers                 | 13 500 | 256 502 | 19     | 16 381 | 10 155 |
| 14   | Reims                  | 13 482 | 256 160 | 19     | 20 952 | 9 289  |
| 15   | Montpellier            | 12 839 | 243 948 | 19     | 27 163 | 9 076  |
| 16   | Troyes                 | 12 472 | 236 961 | 19     | 19 184 | 10 117 |
| 17   | Lorient                | 11 987 | 227 757 | 19     | 15 488 | 9 075  |
| 18   | Bastia                 | 11 563 | 219 706 | 19     | 14 702 | 10 135 |
| 19   | Monaco                 | 7 838  | 148 924 | 19     | 16 124 | 5 542  |
| 20   | Gazélec Ajaccio        | 3 719  | 70 656  | 19     | 4 125  | 3 465  |

## Premiação
| Ligue 1 de 2015–16            |
| ----------------------------- |
| Paris Saint-Germain 6º título |